# Линия 4 (Стамбульский метрополитен)
Линия 4 "Кадыкёй - Аэропорт им. Сабихи Гёкчен (тур. M4 Kadıköy - Sabiha Gökçen Havalimanı) — одна из 10 линий Стамбульского метро. Расположена в азиатской части Стамбула, полностью проходит под землёй под трассой магистрали D100, параллельно железнодорожной линии Стамбул-Анкара.
Линия метро заканчивается в аэропорту Сабиха Гёкчен.

## Пересадки
| Станция         | Пересадка |
| Айрылык Чешмеси | Мармарай  |
| Уналань         | Метробус  |
| Козятагы        | Линия 8   |

## Станции
- Kadıköy (пересадка: T3, İDO)
- Ayrılık Çeşmesi (пересадка: Marmaray)
- Acıbadem
- Ünalan (пересадка: Metrobüs)
- Göztepe
- Yenisahra
- Kozyatağı (пересадка: М8)
- Bostancı
- Küçükyalı
- Maltepe
- Huzurevi
- Gülsuyu
- Esenkent
- Hastane-Adliye
- Soğanlık
- Kartal
- Yakacık
- Pendik
- Tavşantepe
- Fevzi Çakmak
- Yayalar
- Kurtköy
- Sabiha Gökçen Havalimanı

Открыта 17 августа 2012 года, торжественная церемония открытия проходила в Кадыкёй, на ней лично присутствовал премьер-министр Турции Реджеп Тайип Эрдоган. 29 октября 2013 года, после открытия движения электричек по линии Мармарай, проходящей под Босфором, на 4 линии была открыта станция Айрылык Чешмези, где осуществляется пересадка на линию Мармарай.